# Futebol Clube Praia Branca
Futebol Clube Praia Branca is een Kaapverdische voetbalclub. De club speelt in de São Nicolau Eiland Divisie, op Praia Branca in São Nicolau, waarvan de kampioen deelneemt aan het Kaapverdisch voetbalkampioenschap, de eindronde om de landstitel.